# Pilosana duocristata
Pilosana duocristata är en insektsart som beskrevs av Nielson 1983. Pilosana duocristata ingår i släktet Pilosana och familjen dvärgstritar. Inga underarter finns listade i Catalogue of Life.